# Ragnarok
Ragnarok — музичний альбом гурту Týr. Виданий 22 вересня 2006 року лейблом Napalm Records. Загальна тривалість композицій становить 60:45/67:54. Альбом відносять до напрямку фольк-метал, вікінг-метал.

## Список пісень
Твори розділені на 8 груп:

I:

1. «The Beginning» — 5:07
2. «The Hammer of Thor» — 6:39

II:

1. «Envy» — 1:10
2. «Brother's Bane» — 5:00

III:

1. «The Burning» — 1:56
2. "The Ride to Hel — 6:12

IV:

1. «Torsteins Kvæði» — 4:55

V:

1. «Grímur á Miðalnesi» — 0:56
2. «Wings of Time» — 6:25

VI:

1. «The Rage of the Skullgaffer» — 2:01
2. «The Hunt» — 5:47

VII:

1. «Victory» — 0:58
2. «Lord of Lies» — 6:03

VIII:

1. «Gjallarhornið» — 0:27
2. «Ragnarok» — 6:32
3. «The End» — 0:37